# John Stafford Smith
John Stafford Smith (Gloucester, 1750. március 30. előtt – 1836. szeptember 21.) angol zeneszerző.
Legismertebb műve a To Anacreon in Heaven (Anakreónnak a mennybe). A dal 1780 körül íródott és hamar rendkívül népszerűvé vált  Angliában és az Amerikai Egyesült Államokban. Az Anakreonnak lett később Amerikai Egyesült Államok himnuszának dallama. Egy időben ugyanezt a dallamot használták Luxemburg himnuszához, amely azonban azóta megváltozott.